# اوریجیو
اوریجیو (به ایتالیایی: Origgio) یک کومونه در ایتالیا است که در استان وارزه واقع شده‌است.

## خصوصیات
اوریجیو ۸٫۱ کیلومترمربع مساحت و ۶٬۷۷۷ نفر جمعیت دارد و ۱۹۱ متر بالاتر از سطح دریا واقع شده‌است.